# A Sereníssima República

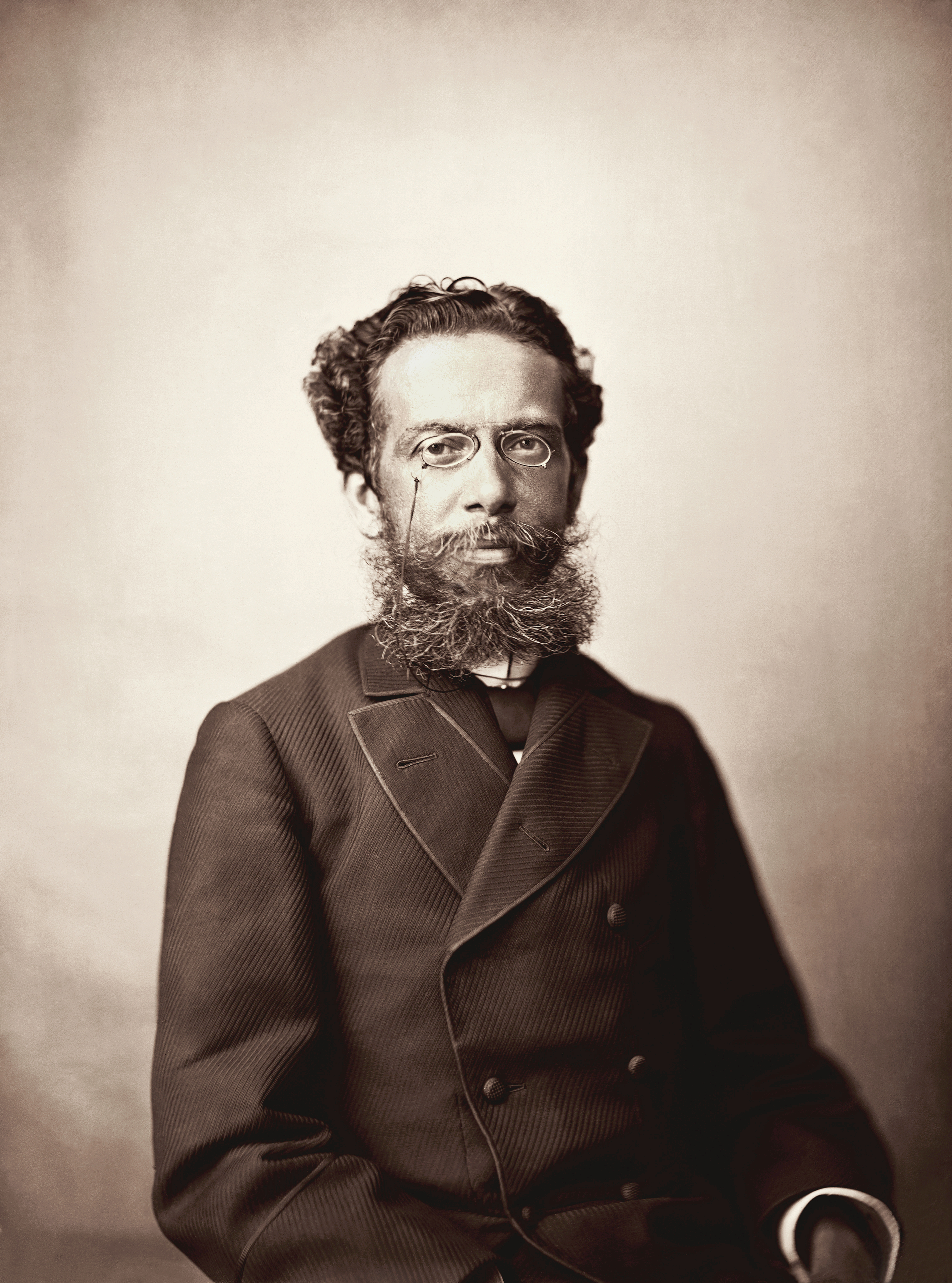
O célebre escritor brasileiro Machado de Assis

A Sereníssima República é um conto integrante na coletânea Papéis Avulsos, de 1882, escrito pelo realista e antigo membro da Academia Brasileira de Letras, Machado de Assis. A temática central do texto envolve a corrupção política e as diferentes formas de distorção de uma teoria que, quando submetida à prática, se revela como falha. Por meio de uma metáfora reflexiva, o escritor denuncia irregularidades políticas como resultado da apropriação das leis do estado. A Sereníssima República é um clássico da literatura brasileira.

## Análise da trama
O conto se passa em um cenário acadêmico, no qual um cônego realiza uma conferência – como sugere o subtítulo da obra – reunindo no mesmo salão cavalheiros distintos em prol da curiosidade científica que lhes é comum. O cônego Vargas, que discursa perante o auditório, introduz ao público que sua teoria não é recente, mas que ainda não se sentia confiante para anunciá-la, uma vez que julga estar incompleta. Decidiu, pois, antecipar a divulgação devido a um cientista inglês que, aparentemente, realizava progressos na mesma área. Conhecendo-se a mídia científica, o crédito recairia todo sobre as costas do estrangeiro caso não se apressasse o cônego do Brasil ao demonstrar a superioridade de suas descobertas.
Em seguida, o orador cita a figura de Aristóteles como alguém que se surpreenderia com os fatos a serem levantados, tratando-os incredulamente. O filósofo da Antiguidade defendia ser inconcebível que se pudesse organizar socialmente animais ou insetos, considerando-os como meros espíritos vitais sensitivos, desprezíveis ao conhecimento. No entanto, a proposta do estudioso vai de encontro a estes postulados. Evidencia-se aqui o desenvolvimento fictício da trama quando o cientista afirma ter executado essa aparentemente impossível tarefa. Aponta as características louváveis das aranhas como seres inclinados ao trabalho, talentosos e independentes, combatendo os preconceitos sofridos por esses animais. Adiante, esclarece o cônego que descobriu uma espécie de aranha cuja complexidade lhe confere o uso de uma linguagem própria, rica e variada. A fim de compreender os pormenores da espécie, o orador confessa que, em nome da ciência, enfrentou grandes dificuldades até dominar do idioma araneída, podendo enfim se comunicar com elas (nota-se a personificação das aranhas que favorece a metáfora proposta).

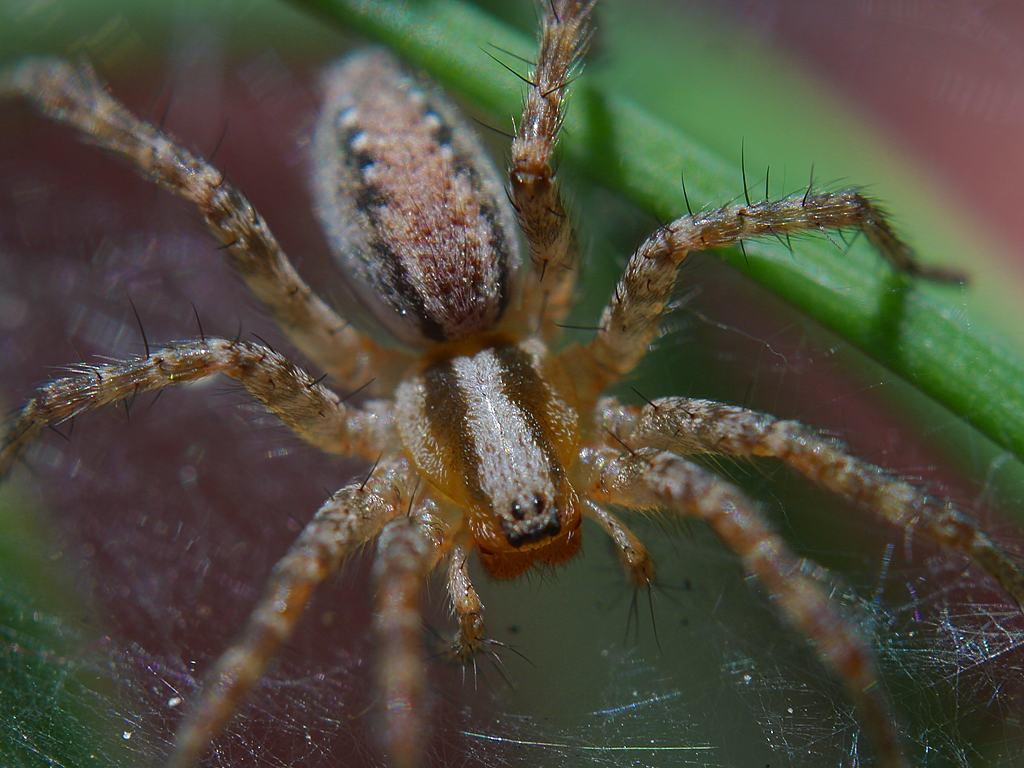
Aranhas: elemento utilizado por Machado para formular a personificação no conto

Descreve o conto que, a princípio, o estudo do cônego acerca das aranhas era acompanhado por anotações em um caderno, e que as aranhas, julgando o homem como uma espécie de deus aranha, logo deduziram que se tratava do registro de seus pecados, se empenhando assim em executar boas ações. Momento em que pode ser abordado a ingenuidade dessas criaturas com uma inclinação teocrática natural, resignando-se a uma figura maior, um poder exterior a elas. O cônego se inclinou em dar às aranhas um sistema de governo: optou por um regime simples, cabível mediante a inexperiência dos artrópodes. Um saco de bolas deveria ser confeccionado para a realização do ato eleitoral – primeiro fundamento da organização social. As bolas deveriam conter o nome dos candidatos que seriam retirados aleatoriamente, identificando os nomes sorteados como eleitos para o pleito (Machado escreve que assim era consolidada uma república aos modos da antiga Veneza). Acatado o nome de Sereníssima República, as aranhas estavam prontas para votar. Contudo, as eleições foram viciadas e, vezes sem fim, pequenos grupos manipuladores tentaram se apropriar dos resultados eleitorais, aspirando aos tentadores cargos públicos. Perante conferência, o cônego Vargas explica as diversas confusões que se sucederam e as várias manutenções pensadas pela comunidade de aranhas para imunizar a integridade do sistema eleitoral da nova república. Os partidos políticos se dividiam com base em princípios geométricos em face do ofício aracnídeo de tecer teias. Sobre isso, conta o cônego:
“Uns entendem que a aranha deve fazer as teias com fios retos, é o partido retilíneo; — outros pensam, ao contrário, que as teias devem ser trabalhadas com fios curvos — é o partido curvilíneo. Há ainda um terceiro partido, misto e central, com este postulado: as teias devem ser urdidas de fios retos e fios curvos; é o partido reto-curvilíneo; e finalmente, uma quarta divisão política, o partido anti-reto-curvilíneo, que fez tábua rasa de todos os princípios litigantes, e propõe o uso de umas teias urdidas de ar, obra transparente e leve, em que não há linhas de espécie alguma. Como a geometria apenas poderia dividi-los, sem chegar a apaixoná-los, adotaram uma simbólica.”
Explica-se como as linhas eram interpretadas pelos diferentes segmentos da sociedade, reunindo-se aqueles com ideologias semelhantes, constituindo a formação elementar de um partido político. O detalhamento das irregularidades na Sereníssima República é compreendido como uma metáfora machadiana que reduz a sociedade humana a um sistema politicamente caótico. No decorrer das eleições, falhas constantes levam as aranhas à tentativa de adaptar, de diferentes maneiras, o processo eleitoral. Dentre todas as formas de corrupção do sistema, aquela que mais chama atenção no conto é a última, na qual dois os candidatos Nebraska e Caneca disputavam um cargo. Do saco foi retirada uma bola com as inscrições “Nebrask”, ausentando-se a última letra “a” do nome. Por cima de toda a burocracia, Caneca exigiu que a bola fosse analisada para se provar que a bola trazia o seu nome em vez do candidato Nebraska. O direito foi concedido e logo surgiu um filólogo aranha, metafísico, para comprovar a tese:
“— Em primeiro lugar, disse ele, deveis notar que não é fortuita a ausência da última letra do nome Nebraska. Por que motivo foi ele inscrito incompletamente? Não se pode dizer que por fadiga ou amor da brevidade, pois só falta a última letra, um simples a. Carência de espaço? Também não; vede; há ainda espaço para duas ou três sílabas. Logo, a falta é intencional, e a intenção não pode ser outra senão chamar a atenção do leitor para a letra k, última escrita, desamparada, solteira, sem sentido. Ora, por um efeito mental, que nenhuma lei destruiu, a letra reproduz-se no cérebro de dois modos, a forma gráfica, e a forma sônica: k e ca. O defeito, pois, no nome escrito, chamando os olhos para a letra final, incrusta desde logo no cérebro esta primeira sílaba: Ca. Isto posto, o movimento natural do espírito é ler o nome todo; volta-se ao princípio, à inicial ne, do nome Nebrask. — Cané. — Resta a sílaba do meio, bras, cuja redução a esta outra sílaba ca, última do nome Caneca, é a coisa mais demonstrável do mundo.”
Surpreendentemente, tal interpretação culminou na modificação do resultado, alterando o método burocrático da república, mais uma vez buscando conter falhas. Há, portanto, uma severa crítica à proposta legislativa que de nada vale se é constantemente burlada pelos políticos ambiciosos, que se colocam acima do sistema e, sobretudo, do povo. Machado escreve que “o comentário da lei é a eterna malícia”, denunciando a edificação de normas para serem desobedecidas. Finalmente, o cônego encerra sua apresentação atentando para o comentário de uma aranha chamada Erasmus, segundo o qual as aranhas que tecem os sacos eleitorais são comparadas com a Penélope da antiga mitologia, que refazem o saco incansavelmente “até que Ulisses, cansado de dar às pernas, venha tomar entre nós o lugar que lhe cabe. Ulisses é a Sapiência”. Quer dizer que a sapiência, o saber absoluto, é aguardado pacientemente pelas tecelãs que vislumbram o dia em que poderão desfrutar de uma harmoniosa e incólume república.